# Edvard Lasota
Edvard Lasota (* 7. března 1971, Třinec) je bývalý český fotbalista a reprezentant, hráč s výbornou technikou. V současnosti působí jako trenér.
Vyučil se mechanikem strojů a zařízení. Před fotbalem dělal gymnastiku a hrál hokej. Po ukončení své vrcholové fotbalové kariéry pracoval od léta 2008 v Brně u technických služeb jako dlaždič.

## Klubová kariéra
Poté, co prošel v České republice několik prvoligových klubů a objevil se i v národním týmu, odešel do Itálie. Hrál zde (spíše nepravidelně) za druholigovou Reggianu (posléze sestoupila do 3. ligy) a Salernitanu. Mezitím byl půl roku na hostování ve slezském klubu SFC Opava.
V roce 2001 podepsal jednoroční smlouvu s Drnovicemi, angažmá si dojednal sám s klubovým prezidentem Janem Gottvaldem. Sešel se zde s trenérem Karlem Jarůškem, pod nímž působil v Brně. Drnovicím se příliš nedařilo, skončily na sestupovém 15. místě a Lasota přijal nabídku trenéra Františka Komňackého, který vedl prvoligového nováčka Tescomu Zlín, klub, který se po 6 letech vrátil do české nejvyšší fotbalové soutěže. Měl i nabídku z maďarského klubu Újpest, kde působilo české trio Luboš Kozel, Radek Slončík a Robert Vágner, ale jednání se protahovalo a tak Lasota upřednostnil Zlín. Posledním klubem, kde Edvard působil hráčsky byl SK Rostex Vyškov, kde aktivní kariéru ukončily zdravotní problémy. 

## Reprezentační kariéra
Edvard Lasota debutoval v A-mužstvu české reprezentace 13. prosince 1995 pod trenérem Dušanem Uhrinem v přátelském utkání proti domácímu Kuvajtu. Zápas skončil vítězstvím České republiky 2:1 a Lasota jej odehrál celý.
Zúčastnil se Konfederačního poháru FIFA v roce 1997, na němž česká reprezentace získala bronzové medaile. V zápase o 3. místo 21. prosince 1997 proti Uruguay vstřelil v 63. minutě svůj premiérový gól za národní tým, byl to zároveň i vítězný gól, Česká republika díky němu porazila jihoamerického soupeře 1:0. Lasota v utkání střídal v 59. minutě Radka Bejbla.
Poslední zápas za český národní tým odehrál 27. května 1998, šlo o přátelské utkání na Olympijském stadionu v Soulu proti Jižní Koreji. Lasota odehrál 66 minut a byl poté vystřídán Karlem Poborským, český tým remizoval se soupeřem 2:2.
Celkem odehrál v reprezentaci 15 utkání s bilancí 10 výher, 3 remízy a 2 prohry. Díky účasti na Konfederačním poháru FIFA v roce 1997 (3. místo) a Kirin Cupu v roce 1998 (který ČR vyhrála) se v mezinárodních utkáních střetával více s mimoevropskými soupeři. Nastoupil dvakrát proti Uruguay, jednou proti Kuvajtu, Jihoafrické republice, Brazílii, Spojeným arabským emirátům, Paraguay, Japonsku a Jižní Koreji. Z evropských soupeřů čelil Islandu, Faerským ostrovům, Slovensku, Maltě, Irsku a Slovinsku.

### Reprezentační góly a zápasy
Zápasy Edvarda Lasoty v A-mužstvu České republiky
| Rok    | Zápasy | Góly |
| ------ | ------ | ---- |
| 1995   | 1      | 0    |
| 1996   | 1      | 0    |
| 1997   | 8      | 1    |
| 1998   | 5      | 1    |
| Celkem | 15     | 2    |

Góly Edvarda Lasoty za reprezentační A-mužstvo České republiky
| Gól | Datum        | Stadion                                    | Soupeř  | Skóre (min.) | Výsledek | Soutěž                       | Gól         |
| --- | ------------ | ------------------------------------------ | ------- | ------------ | -------- | ---------------------------- | ----------- |
| 010 | 21. 12. 1997 | Stadion Krále Fahda, Rijád, Saúdská Arábie | Uruguay | 01:00 (63.)  | 1:0      | Konfederační pohár FIFA 1997 | padl ze hry |
| 02  | 025. 3. 1998 | Andrův stadion, Olomouc                    | Irsko   | 02:10 (76.)  | 2:1      | přátelské utkání             | padl ze hry |

## Trenérská a manažerská kariéra
Po hráčské kariéře se věnoval práci manažera mládeže SK Rostex Vyškov, po osmi měsících na protest proti mládežnické politice vedení klubu z Vyškova svou manažerskou činnost ukončil. Nyní působí jako trenér FC Rapid Radslavice ve III.třídě mužů OFS Vyškov.

## Úspěchy

### Klubové
SK Slavia Praha
- 1× vítěz Poháru ČMFS (1996/1997)
- 1× vicemistr české ligy (1997/1998)

### Reprezentační
- 1× vítěz Kirin Cupu (1998)
- 1× účast na Konfederačním poháru UEFA (1997 – 3. místo)